# Borup
Borup ist eine Kleinstadt (mit dem Status „City“) im Norman County im US-amerikanischen Bundesstaat Minnesota. Das U.S. Census Bureau hat bei der Volkszählung 2020 eine Einwohnerzahl von 96 ermittelt.

## Geografie
Borup liegt im Nordwesten Minnesotas auf 47°10′50″ nördlicher Breite und 96°30′18″ westlicher Länge. Der Ort erstreckt sich über eine Fläche von 0,65 km².
Benachbarte Orte von Borup sind Ada (14 km nördlich), Twin Valley (27,5 km nordöstlich), Syre (18,6 km östlich), Ulen (30,1 km südöstlich), Felton (12,5 km südlich), Georgetown (33,2 km südwestlich), Perley (22,9 km westlich) und Hendrum (31,9 km nordwestlich).
Die nächstgelegenen größeren Städte sind Winnipeg in der kanadischen Provinz Manitoba (331 km nördlich), Duluth am Oberen See (396 km östlich), Minneapolis (395 km südöstlich), Sioux Falls in South Dakota (442 km südlich) und Fargo in North Dakota (55,9 km südwestlich).
Die Grenze zu Kanada befindet sich 222 km nördlich.

## Verkehr
Die in Nord-Süd-Richtung verlaufende Minnesota State Route 9 bildet den östlichen Ortsrand von Borup. Alle weiteren Straßen sind untergeordnete und teils unbefestigte Fahrwege sowie innerörtliche Verbindungsstraßen.
Mit dem Norman County Ada/Twin Valley Airport liegt 17,7 km nordöstlich von Borup ein kleiner Flugplatz. Die nächsten größeren Flughäfen sind der Hector International Airport von Fargo (52,7 km südwestlich), der Winnipeg James Armstrong Richardson International Airport (333 km nördlich) und der Minneapolis-Saint Paul International Airport (418 km südöstlich).

## Demografische Daten
Nach der Volkszählung im Jahr 2010 lebten in Borup 110 Menschen in 37 Haushalten. Die Bevölkerungsdichte betrug 169,2 Einwohner pro Quadratkilometer. In den 37 Haushalten lebten statistisch je 2,97 Personen.
Ethnisch betrachtet bestand die Bevölkerung mit drei Ausnahmen nur aus Weißen. Unabhängig von der ethnischen Zugehörigkeit waren 5,5 Prozent (sechs Personen) der Bevölkerung spanischer oder lateinamerikanischer Abstammung.
37,3 Prozent der Bevölkerung waren unter 18 Jahre alt, 50,0 Prozent waren zwischen 18 und 64 und 12,7 Prozent waren 65 Jahre oder älter. 47,3 Prozent der Bevölkerung war weiblich.

Das mittlere jährliche Einkommen eines Haushalts lag bei 58.750 USD. Das Pro-Kopf-Einkommen betrug 27.944 USD.